# Septemwri
Septemwri (bułg. Септември) – miasto w Bułgarii, w obwodzie Pazardżik, centrum administracyjne gminy Septemwri. Według danych szacunkowych Ujednoliconego Systemu Ewidencji Ludności oraz Usług Administracyjnych dla Ludności, 15 czerwca 2020 roku miejscowość liczyła 8 279 mieszkańców.

## Osoby związane z miastem
- Georgi Christowicz (1863–1926) – bułgarski zoolog
- Mieczysław Marian Domaradzki (1949–1998) – polski archeolog
- Zdrawko Łazarow (1976) – bułgarski piłkarz
- Ilija Minew (1917–2000) – bułgarski antykomunista, nacjonalista
- Rumen Penin (1958) – bułgarski geograf

## Miasta partnerskie
- Mineralne Wody, Rosja